# Hipercholesterolemia rodzinna
Hipercholesterolemia rodzinna (ang. familial hypercholesterolemia) – choroba genetyczna dziedziczona autosomalnie dominująco, spowodowana mutacjami genu LDLR w locus 19p13.2 kodującego białko receptora dla LDL.

Chorują zarówno homozygoty jak i heterozygoty: przebieg homozygotycznej hipercholesterolemii rodzinnej jest ciężki, choroba powoduje rozwój miażdżycy już w wieku dziecięcym. Heterozygotyczna postać  choroby jest jedną z najczęstszych chorób genetycznych, objawia się późno i drugą najczęstszą, po hipercholesterolemii wielogenowej, postacią hipercholesterolemii pierwotnej.

## Objawy i przebieg
- żółtaki płaskie powiek
- żółtaki ścięgna Achillesa
- żółtaki guzowate
- rąbek starczy rogówki
- objawy miażdżycy[2]
- powiększona wątroba

### Nieprawidłowości w badaniach laboratoryjnych
Lipidogram
- podwyższony poziom triglicerydów[3][4] (350–500 mg% heterozygoty, 700–1200 mg% homozygoty)
- podwyższony poziom cholesterolu LDL[4]

## Leczenie
U pacjentów z heterozygotyczną hipercholesterolemią rodzinną najskuteczniejszą metodą jest pozaustrojowe usuwanie LDL (hemafereza), powtarzane co 2 tygodnie. Używane są też żywice jonowymienne, gdzie podczas leczenia chorzy powinni dodatkowo przyjmować lek z grupy fibratów lub kwas nikotynowy, ponieważ zwiększa się jeszcze bardziej poziom triglicerydów spowodowany wzrostem syntezy VLDL. Zmniejszenie ilości cholesterolu przyjmowanego z pokarmem nie ma wielkiego wpływu na poziom cholesterolu we krwi. U homozygot często przeprowadza się przeszczep wątroby, która zawiera normalną liczbę receptorów LDL, co łagodzi objawy choroby. Stosowana jest także terapia genowa ex vivo.